# Fengshou (sockenhuvudort i Kina, Heilongjiang Sheng, lat 46,88, long 127,58)
Fengshou (kinesiska: 丰收, 丰收乡) är en sockenhuvudort i Kina. Den ligger i provinsen Heilongjiang, i den nordöstra delen av landet, omkring 140 kilometer nordost om provinshuvudstaden Harbin. Antalet invånare är 27 497. Befolkningen består av 13 425 kvinnor och 14 072 män. Barn under 15 år utgör 13,0 %, vuxna 15-64 år 79 %, och äldre över 65 år 6,0 %.
Runt Fengshou är det ganska tätbefolkat, med 67 invånare per kvadratkilometer. Närmaste större samhälle är Shuangfeng, 16,4 km nordost om Fengshou. Trakten runt Fengshou består till största delen av jordbruksmark.
Genomsnittlig årsnederbörd är 915 millimeter. Den regnigaste månaden är juli, med i genomsnitt 219 mm nederbörd, och den torraste är januari, med 9 mm nederbörd.